# 鷗外の婢
『鷗外の婢』（おうがいのひ）は、松本清張の小説。「黒の図説」第3話として『週刊朝日』に連載され（1969年9月12日号 - 12月12日号）、1970年4月に中編集『鷗外の婢』収録の表題作として、光文社（カッパ・ノベルス）から刊行された。

## あらすじ
雑誌Rの編集者の寺尾から、文芸関連の読み物の依頼を受けた浜村幸平は、森鷗外が小倉赴任期に雇い、『小倉日記』明治三十二年九月二日から明治三十三年十一月三十日の記事に記載のある女中・木村元のその後を知りたくなり、北九州を訪れる。
『小倉日記』明治三十三年一月十四日の記事に「（川村）でんは今井善徳寺の住職某の長女なり。（中略）元は次女なり」、また明治三十三年四月二十六日の記事に「末次伝六の妻今井より至る。婢元の祖母なり」と記載があることから、浜村は行橋市の今井地区を訪れる。浄喜寺の老僧は、善徳寺は大正期に廃寺となったがその住職を嗣いでいたのは木村ではなく別姓の者であるが、今井の小学校には末次ハナという女の先生が居たと話す。
『小倉日記』明治三十三年二月四日の記事で「料らざりき、遽に神代帝都考を著すことあらんとはと。予の曰く。神代帝都考に末松青萍の序あらんとは」と書かれた『神代帝都考』を、鷗外の先妻・赤松登志子の告喪記事と同日であることから記憶していた浜村は、小倉の古本屋で同書の古本を入手する。それを見て同好の士とみた旅館の主人・戸上只右衛門からは「北九州古代国家論」と題する研究書を贈呈される。
門司区役所の戸籍課で、木村元が明治四十二年十月三日に没したことを知るが、『小倉日記』明治三十三年四月四日の記事「もと女児を生むといふ」の女児は、同年四月十三日に出生届出のされた川村ミツであり、でんがそれを引き取ったと浜村は考える。寺尾の従兄・寺尾欣之助が営む小倉の土建屋・寺尾組を訪問したのち、行橋市役所の戸籍課で川村ミツが昭和二十一年二月九日に没したことを知る。
しかしミツは行橋の箕島地区で普通でない死に方をし、ミツの長女のハツは、一週間にして婚家を飛び出し生死不明であると聞き、『小倉日記』明治三十二年十一月十五日の記事に「元は孤にして貧し。前日親族胥謀りて強いて一たび某氏に嫁せしめしに、少時にして遁れ出でたり」と記された祖母・元との相似を思うが、長峡川の上稗田の青年からは、ハツは殺されたという噂を聞く。浜村はハツが勤めていた小倉のナイトクラブ「ウィンナー」のホステス・ユリ子を誘い、祖母の元が森鷗外に仕えていたことを話すと、ユリ子はハツの追跡に協力を約束する。その間浜村は「北九州古代国家論」の著者・藤田良祐を戸上から紹介される。福岡県庁とは別に福岡県史跡調査委員会として独自の史跡指定を行うという藤田により、京都郡の古代史関連の説を聞かされる。しかしユリ子から、戸上がハツを愛人にし妊娠させたのち、ハツが苅田町の雨窪地区に移ったことを聞いた浜村は、戸上と藤田に死体隠匿の疑惑を抱き、指定史跡の掘り返しを寺尾欣之助に依頼する。高城山の麓の遺構近くをブルドーザーで破壊すると、白骨体が発見され、浜中の推理が的中したと思ったものの、場所は中世の古戦場であり、出現した白骨体は大量であった。
大量の白骨死体から、ハツの新しい白骨の見分けがつくかどうか。鷗外の明治四十二年十月五日の日記「門司なる木村元の訃音至る。（中略）木村へ香奠を遣る」の記事が眼につき、浜村は自分の推定の霊感として受け取る。

## エピソード
- 小倉在住時代、独身の森鷗外が雇っていた婢、つまりお手伝いのことを書こうと著者が思い立ったのは、谷崎潤一郎の『台所太平記』から刺激を受けたためであるとされている[1][2]。著者は「谷崎家のお手伝いさんの妹が私の家のお手伝いさんになっていたときがあった」と述べている[3]。
- 文芸評論家の権田萬治は「松本清張の場合、事実または史実の背後に潜む知られざる人間関係に照明を当て、そこから新たな情念の劇を発見して虚構化するというのが処女作『西郷札』以来の多くの小説の方法になっているが、この『鷗外の婢』もその系列に連なる作品と言えるだろう」「『鷗外の婢』の場合、最も興味深いのは死体の処理のトリックというよりもむしろ、正確には死体を隠した場所をだれにも気づかれずに手つかずに隠ぺいする独創的なトリックが使われている点である」と評している[4]。
- 日本近代文学研究者の林正子は「この小説の圧巻は、小倉時代の「鷗外の婢」の調査を進める主人公・浜村によって、鷗外の『小倉日記』、短編小説『鶏』『獨身』等の記述が縦横無尽に引用されている点だろう。また、文豪ゆかりのエピソードを扱い評伝的な色彩を前面に出しながら、結末で殺人事件を配するという奇抜な結構（中略）に、推理小説家・松本清張の面目が表われているのも確かである」と述べている[5]。
- 2節で引用される「これは父（鷗外）に関係ある女性とは言えぬが、父の配偶を祖母（森峰子）が広く求めて適当の人を得ず、焦迫っていた当時、それも小倉へ行って後で荒木家（茂子）との話がなかった間の事であるがこんな事があった。宅にいた上品で怜悧で心がけのよい、みめも悪くない女中にYというのがいた」、鷗外の長男の森於菟によれば、この女中Yは「阿部やす」とされる[6]。
- 日本近代文学研究者の岡保生は「川村でんに病気と称して鷗外が会わなかったのは、その衝動のため、心がはずまなかったからであろう」と2節にあるのは浜村の読みちがいあるいは早とちりであり、『小倉日記』で鷗外が「病と称して」断ったのは「嶋根県人」の「懇親会」であると述べている[1]。日本近代文学研究者の平岡敏夫は、読みちがいではなく「おそらく意識的に浜村に、病と称して鷗外がでんと会わなかったと語らせている」「鷗外は客に会う気もないほど、先妻の死を悲しみ、沈思が深かった、と訴えるために」と述べている[7]。
- 考古学者の大津忠彦は、本作はミステリー作品であると同時に松本清張の得意とする「考古学もの」のひとつでもあり、小倉で育ち北部九州を若いときから歩きまわった著者の実地踏査の経験から「「九州」「鷗外研究」「考古学」が融合し、なおかつ、この作家独自の「リアリティ」志向が加わった時、「鷗外の婢」物語舞台における在九州時代の実地踏査が功を奏したのであろう」と述べ、作中、藤田良祐の持論として述べられる箇所は、特に『私説古風土記』中の「豊後国風土記」や『清張通史』中の邪馬台国論と相通じると論じている[8]。